# Provincia del Mashonaland Occidentale
La provincia del Mashonaland Occidentale (ufficialmente Mashonaland West in inglese) è una delle 10 province dello Zimbabwe. Ha una popolazione di 1.893.584 abitanti e una superficie di 57.441 Km². Il suo capoluogo è Chinhoyi.

## Demografia
| Censimento (Anno) | Popolazione       |
| ----------------- | ----------------- |
| 2002              | 1.224.670         |
| 2012              | 1.501.656 (+2,1%) |
| 2022              | 1.893.584 (+2,4%) |

## Geografia antropica

### Suddivisioni amministrative
La provincia è divisa in 8 distretti:
- Chegutu
- Hurungwe
- Kariba
- Makonde
- Mhondoro-Ngezi
- Sanyati
- Zvimba